# Isochlora chloroptera
Isochlora chloroptera là một loài bướm đêm trong họ Noctuidae.

## Hình ảnh

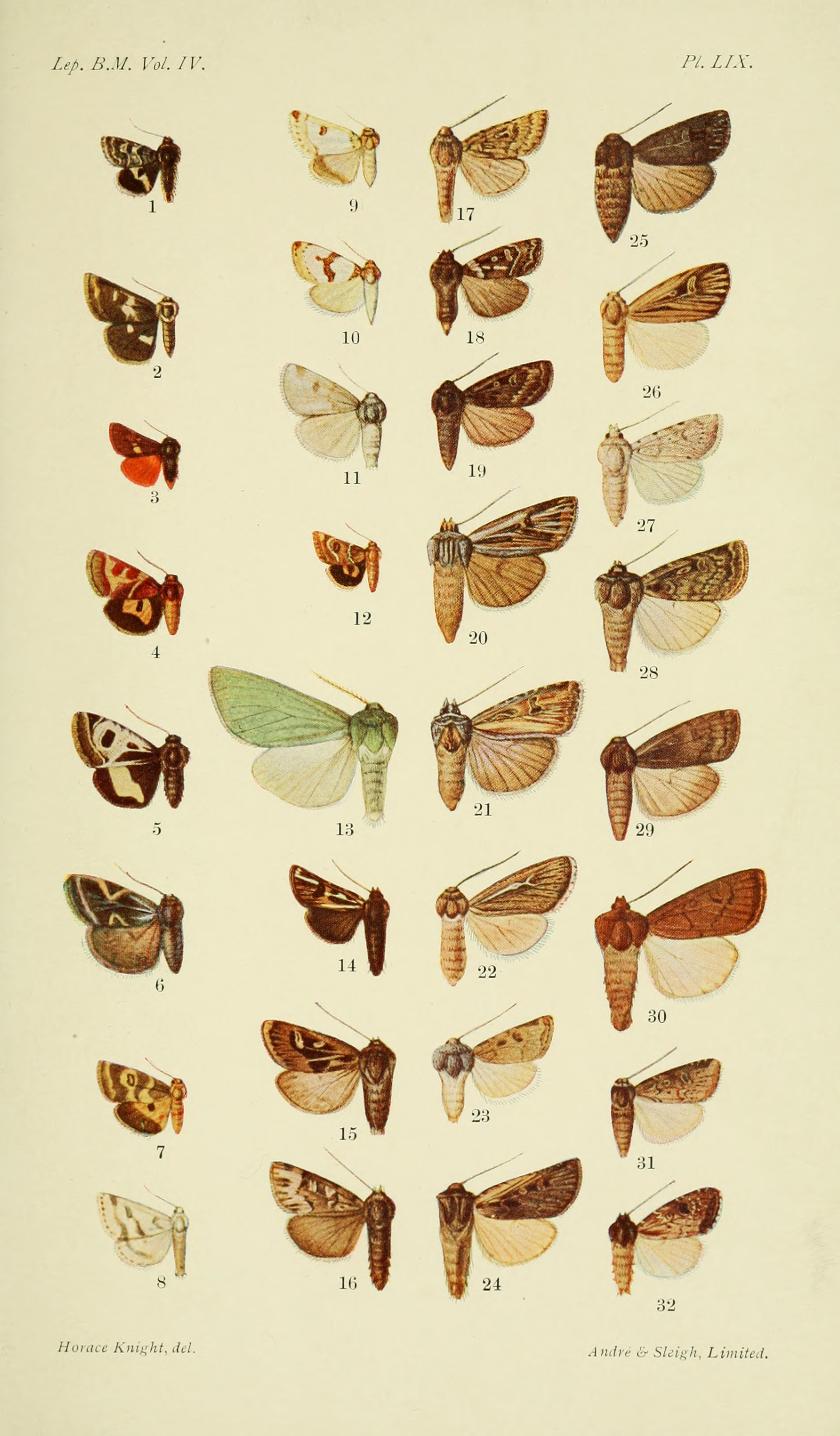